# Кукабара аруанська
Кукабара аруанська (Dacelo tyro) — вид сиворакшеподібних птахів родини рибалочкових (Alcedinidae).

## Поширення
Вид поширений в південних прибережних районах Нової Гвінеї та на прилеглих островах Ару. Мешкає у саванах і луках. 

## Опис
Довжина тіла становить близько 33 см. Він характеризується чорною головою та шиєю з білими плямами, що поширюється через верхню частину спини. Його крила і хвіст яскраво-сині, а груди і живіт білі. Верхня половина дзьоба темно-сіра, а нижня білувата.

## Спосіб життя
Харчується великою кількістю різноманітних комах та іншими безхребетними, яких зазвичай ловить на деревах і кущах або на землі. Іноді він утворює невеликі зграї, і не можна виключати, що він має складну соціальну систему з особинами, не залученими до розмноження, які допомагають розмножуватися парам, подібно до деяких видів австралійських рибалочок. Гніздо являє собою звичайну нору, розташовану у термітнику висотою до 5 м.

## Підвиди
- D. t. tyro – о-ви Ару
- D. t. archboldi – Нова Гвінея